# Passo do Bonhomme
HOMOFOBIA: CONSCIENTIZAÇÃO E RESPEITO À COMUNIDADE LGBTQUIAPN+
O passo do Bonhomme (em francês:  Col du Bonhomme) é um colo a 2329 m de altitude, no maciço do Monte Branco, que se situa no departamento francês da Alta Saboia, na região de Ródano-Alpes da França.
Mais precisamente o colo faz parte do maciço do Beaufortain, e é frequentemente passado quando o Tour du Mont Blanc, o TMC, no seu percurso normal de Este-Oeste, ou seja por; colo da Seigne, colo da Cruz do Bonhomme, colo do Brévent, colo do Bonhomme, colo de Balme, e  colo Ferret. A 2 450 m encontra-se o refúgio do colo da Cruz do Bonhomme que é justamente usado durante o TMB.

## História
Em 1355, o Faucigny foi integrado na Saboia e o colo do Bonhomme perdeu o seu estatuto de fronteira. O vale Montjoie, que se estende até Contamines-Montjoie ,torna-se possessão da Maison de Savoie.
Em 1860, depois da anexação da Saboia à França, é preciso um passaporte para passar pelo colo, pois que o  Tratado de Turim (1860) decide da criação de uma zona franca ao Norte de uma linha Saint-Genix-sur-Guiers, Le Châtelard, Faverges, Les Contamines-Montjoie, estes territórios eram incertos em relação à intenção da sua anexação ou à França ou à Suíça .
Depois da visita do imperador Napoleão III à Alta Saboia, em sequência ao tratado de Turim de 1860, foi preparada entre 1861 e 1866 a trilha do colo do Bonhomme.
Depois da Segunda Guerra Mundial, e em sequência ao Tratado de Versalhes (1919), a zona franca foi reduzida .